# Swing Kids (Band)
Swing Kids war eine Mitte der 90er Jahre bestehende Emocore / Hardcore-Punk-Band aus San Diego, Kalifornien / USA.

## Geschichte
Die Band war nur einige Jahre aktiv, trotzdem ist ihr Einfluss auf andere Emocore-, vor allem auf spätere sogenannte Screamo-Bands, groß. So wird auch die Band selbst oftmals dem Screamo zugerechnet.
Nach der Auflösung beging Eric Allen, der noch bei der Hardcore-Punk-Band Unbroken spielte, Selbstmord. Justin Pearson war danach in zahlreichen Bands aktiv, so vor allem bei The Locust, Holy Molar, Some Girls oder The Crimson Curse.

## Stil
Ihr Stil sollte typisch für den Emo- und späteren Screamo-Sound werden. Prägend war der Gesang von Justin Person, der zwischen emotional gesungenen Texten und Wortwiederholungen bis zu längeren – teils brachialen – Schreiparts pendelte.
Der Songaufbau wirkt oft chaotisch, was prägend für spätere Screamobands wurde. So wechseln sich schnelle und langsamere Parts, genauso wie leisere Teile und explosionsartige Ausbrüche ab.
Besonders die 7" ist durchsetzt mit Zitaten aus der Jazzhistorie, so findet sich im Innensleeve ein Bild von Marion Brown und das Piano / Schlagzeug - Intro des ersten Stückes ist eine deutliche Hommage an Cecil Taylor.

## Diskografie

### EPs
- Swing Kids 7", EP (Kidney Room Records, später bei Three One G Records wiederveröffentlicht)
- Swing Kids/Spanakorzo, 10" Split EP (Three One G Records)

### Alben
- Discography, CD (Three One G Records)
- Discography Limited Picture Disc, LP (Three One G Records)

### Samplerbeiträge
- Food Not Bombs-Sampler (Song: Disease)
- Petty Boys With Poison Pens-Sampler (Song:  El Camino Car Crash)
- Two Decades Of Emo, Two Sides Of Tape-Sampler (Song: forty three seconds)

### Live-Mitschnitte und DVDs
- This is Circumstantial Evidence DVD - Three One G
- Live Bootleg Record, 7"